# Magic Knight Rayearth (datorspel)
Magic Knight Rayearth är ett actionäventyrsspel utvecklat och utgivet av Sega till Sega Saturn. Spelet är baserat på den animerade TV-serien med samma namn. Spelet släpptes i Nordamerika av Working Designs; och var en av de sista Saturn-titlarna i USA.

## Handling
Den onde Sage Master tillfångatar prinsessan Emerald i Cefiro. Genom sina magiska krafter kontaktar prinsessan tre japanska skolflickor, Hikaru, Umi och Fuu. De förs till Cefiro, för att rädda prinsessan och återställa ordningen.